# 足立小台駅
足立小台駅（あだちおだいえき）は、東京都足立区小台一丁目にある、東京都交通局日暮里・舎人ライナーの駅である。駅番号はNT 05。

## 歴史
- 2008年（平成20年）3月30日 - 開業[2][3]。

## 駅構造
島式ホーム1面2線を持つ高架駅である。
日暮里・舎人ライナーのほとんどの駅は尾久橋通りの直上にあるが、当駅は尾久橋通りからやや東側にずれた位置にある。
東側のケーズデンキ足立本店、西側の光製作所の建物に挟まれる形で駅が位置するため、他の駅と違い、ホーム外側には停車時に住宅などへのプライバシーを保護するための白い壁がない。

### のりば
| 番線 | 路線                 | 行先               |
| ---- | -------------------- | ------------------ |
| 1    | 日暮里・舎人ライナー | 見沼代親水公園方面 |
| 2    | 日暮里・舎人ライナー | 日暮里方面         |

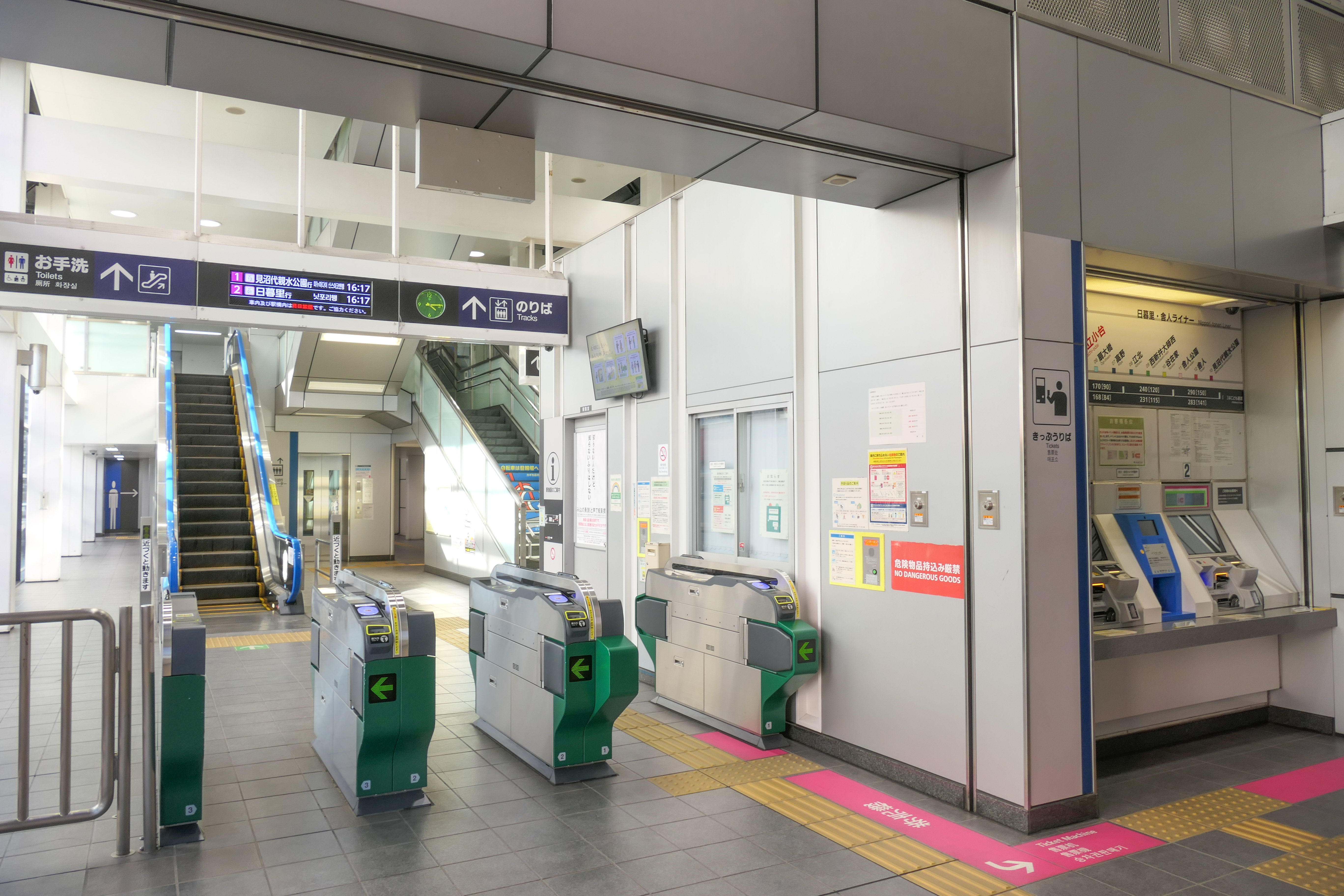
改札口（2021年7月）
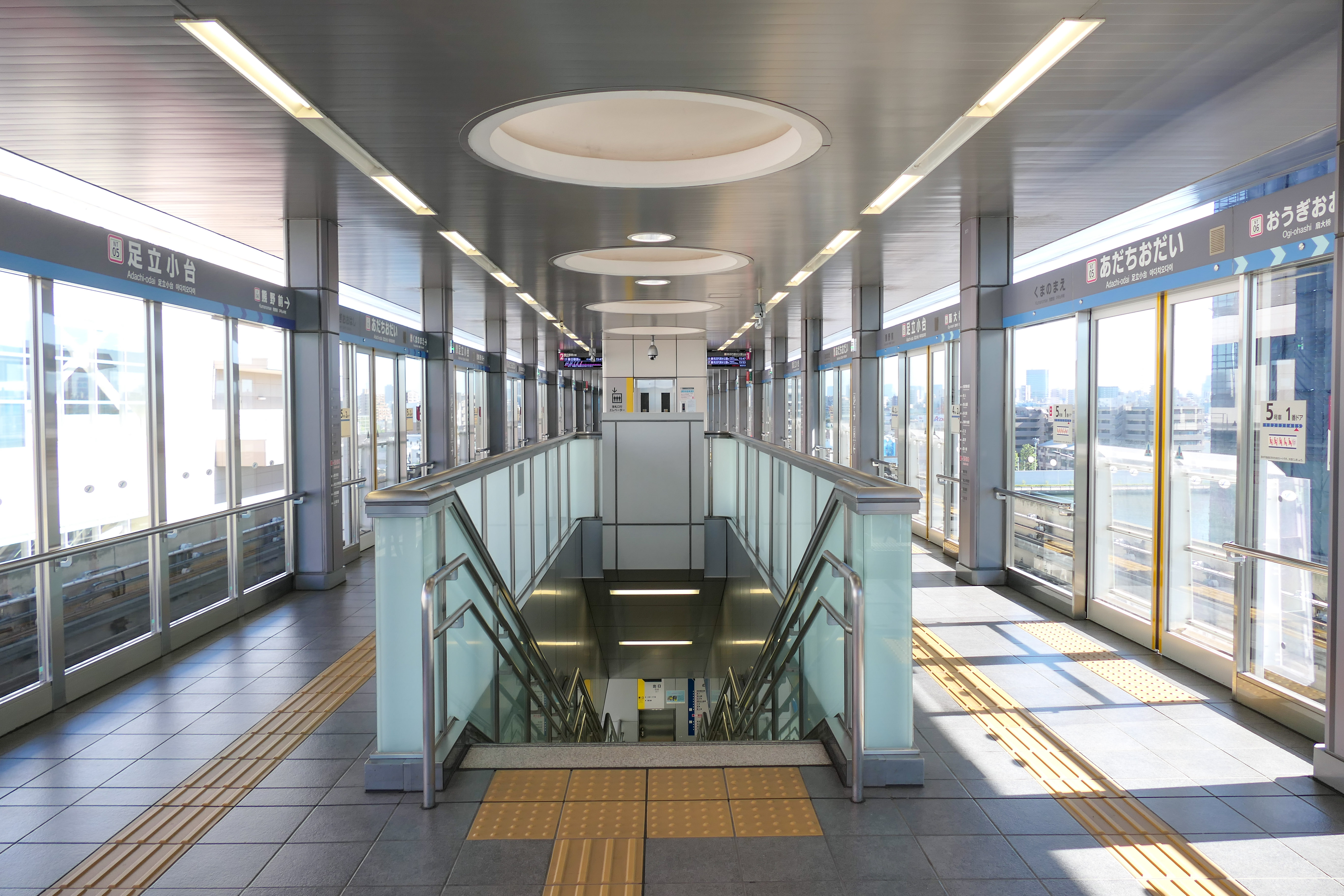
ホーム（2021年7月）

## 利用状況
2023年（令和5年）度の1日平均乗降人員は3,596人（乗車人員：1,804人、降車人員：1,792人）である。日暮里・舎人ライナーでは最も乗降人員が少ない。
開業以来の1日平均乗降・乗車人員の推移は下表の通りである。
| 年度               | 1日平均 乗降人員 | 1日平均 乗車人員 | 出典     |
| ------------------ | ---------------- | ---------------- | -------- |
| 2007年（平成19年） |                  | 2,345            | [ * 1 ]  |
| 2008年（平成20年） | 1,791            | 905              | [ * 2 ]  |
| 2009年（平成21年） | 1,908            | 971              | [ * 3 ]  |
| 2010年（平成22年） | 2,390            | 1,226            | [ * 4 ]  |
| 2011年（平成23年） | 2,498            | 1,265            | [ * 5 ]  |
| 2012年（平成24年） | 3,116            | 1,593            | [ * 6 ]  |
| 2013年（平成25年） | 3,211            | 1,616            | [ * 7 ]  |
| 2014年（平成26年） | 3,273            | 1,646            | [ * 8 ]  |
| 2015年（平成27年） | 3,449            | 1,735            | [ * 9 ]  |
| 2016年（平成28年） | 3,794            | 1,908            | [ * 10 ] |
| 2017年（平成29年） | 3,938            | 1,980            | [ * 11 ] |
| 2018年（平成30年） | 3,931            | 1,977            | [ * 12 ] |
| 2019年（令和元年） | 3,875            | 1,946            | [ * 13 ] |
| 2020年（令和02年） | 3,162            | 1,597            |          |
| 2021年（令和03年） | 3,272            | 1,652            |          |
| 2022年（令和04年） | 3,424            | 1,724            |          |
| 2023年（令和05年） | 3,596            | 1,804            |          |

備考
1. ↑  2008年3月30日開業。開業日から同年3月31日までの計2日間を集計したデータ[9]。

## 駅周辺
荒川と隅田川に挟まれた狭い土地に位置している。小台の中心部からはやや外れており、住宅は駅から1キロメートルほど西側に密集し、東側は工場が並ぶが、駅に程近い集合住宅も建設されている。
- ケーズデンキ 足立本店
- Home's 足立小台店
- オーケー 足立小台店
- 扇大橋
- 尾久橋

## バス路線
足立小台駅前
- 交通広場内
  - 新日本観光自動車
    - はるかぜ8号（宮03）：北千住駅西口行
    - はるかぜ8号（宮03）：小台・宮城循環・宮城交差点行
- 都道449号西行
  - 都営バス
    - 王45：王子駅前行
- 尾久橋通り北行
  - 都営バス
    - 里48：見沼代親水公園駅前行・江北六丁目団地前行（平日のみ運行）
    - 里48-2：加賀団地（循環）・加賀行
- 尾久橋通り南行
  - 都営バス
    - 里48・里48-2：日暮里駅前行（「里48」は平日のみ運行）

小台土手上
- 都道449号北千住方面
  - 都営バス
    - 王45：北千住駅前行

  - 新日本観光自動車
    - はるかぜ8号（宮03）：北千住駅西口行（荒川鉄橋経由）
- 都道449号新田方面
  - 都営バス
    - 王45：王子駅前行

  - 新日本観光自動車
    - はるかぜ8号（宮03）：小台・宮城循環・宮城交差点行

## 隣の駅
東京都交通局
 日暮里・舎人ライナー
熊野前駅 (NT 04) - 足立小台駅 (NT 05) - 扇大橋駅 (NT 06)